# Liste der Biografien/Fera
Liste der Biografien |
Portal Biografien |
Personensuche
# |
A |
B |
C |
D |
E |
F |
G |
H |
I |
J |
K |
L |
M |
N |
O |
P |
Q |
R |
S |
T |
U |
V |
W |
X |
Y |
Z |
?
 
Fa |
Fe |
Ff |
Fh |
Fi |
Fj |
Fk |
Fl |
Fm |
Fn |
Fo |
Fr |
Ft |
Fu |
Fy
 
Fea |
Feb |
Fec |
Fed |
Fee |
Fef |
Feg |
Feh |
Fei |
Fej |
Fek |
Fel |
Fem |
Fen |
Feo |
Fer |
Fes |
Fet |
Feu |
Fev |
Few |
Fey |
Fez
 
Fera |
Ferb |
Ferc |
Ferd |
Fere |
Ferf |
Ferg |
Ferh |
Feri |
Ferj |
Ferk |
Ferl |
Ferm |
Fern |
Fero |
Ferr |
Fers |
Fert |
Feru |
Ferv |
Ferw |
Fery |
Ferz
Die Liste der Biografien führt alle Personen auf, die in der deutschsprachigen Wikipedia einen Artikel haben. Dieses ist eine Teilliste mit 24 Einträgen von Personen, deren Namen mit den Buchstaben „Fera“ beginnt.

## Fera
- Fera, Charlotte (1905–1998), deutsche Politikerin (CDU), MdHB
- Fera, Lesley (* 1971), US-amerikanische Schauspielerin
- Fera, Luigi († 1936), italienischer Rechtsanwalt und Politiker
- Fera, Mihaela (* 1970), rumänische Skirennläuferin
- Fera, Steven Brian (* 1960), deutscher Unternehmer

### Ferae
- Feraez, Fabienne (* 1976), beninisch-französische Sprinterin

### Ferah
- Ferah, Şebnem (* 1972), türkische Rockmusikerin

### Feran
- Ferand, Ernest Thomas (1887–1972), Musikwissenschaftler, Musikpädagoge und Autor
- Feranec, Jozef (1910–2003), slowakischer Geistlicher, Bischof von Banská Bystrica

### Ferao
- Feraoun, Mouloud (1913–1962), algerischer Schriftsteller

### Ferap
- Ferapontow, Wladimir Petrowitsch (1933–2008), sowjetischer bzw. russischer Schauspieler, Synchronsprecher, Sänger und Synchronregisseur

### Ferar
- Ferard, Elizabeth (1825–1883), englische Diakonisse
- Ferarri, Muhammad (* 2003), indonesischer Fußballspieler
- Feraru, Peter (* 1947), deutscher Autor
- Feraru, Samuel (* 1994), rumänischer Fußballspieler

### Ferat
- Férat, Jules (1829–1906), französischer Illustrator
- Ferati, Arianit (* 1997), deutsch-kosovarischer FußballspielerArianit Ferati (* 1997)

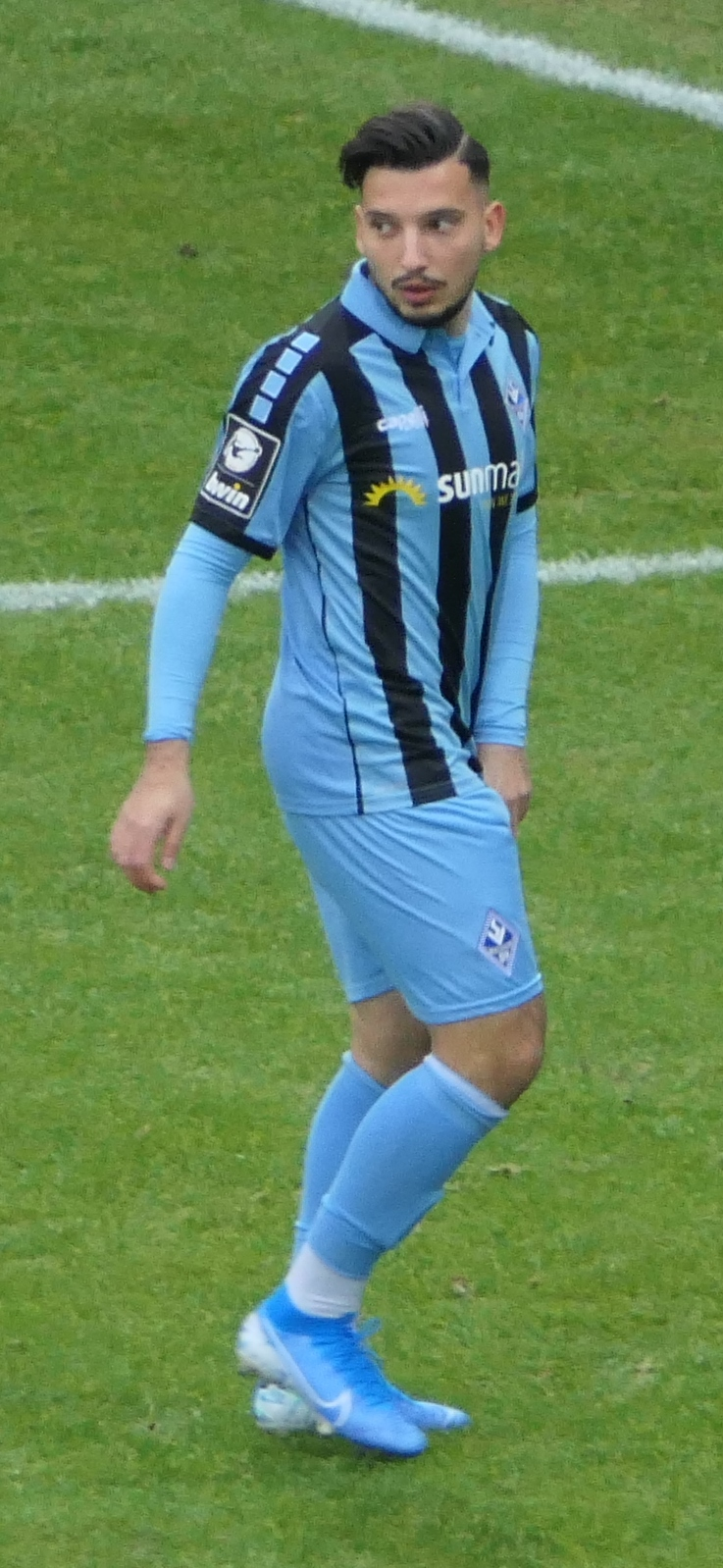
Arianit Ferati (* 1997)

- Ferati, Beg (* 1986), schweizerisch-albanischer Fußballspieler

### Ferau
- Féraud, Albert (1921–2008), französischer Bildhauer
- Feraud, Hadrien (* 1984), französischer Jazz-Bassist
- Féraud, Jean-François (1725–1807), französischer Jesuit, Erzieher und Lexikograf
- Féraud, Louis (1920–1999), französischer Modeschöpfer und Maler
- Ferauge, Lucie (* 2000), belgische Sprinterin

### Feray
- Feray, Leyla (* 1993), türkische Schauspielerin